# Tanasis Teocharopulos
Tanasis Teocharopulos, gr. Θανάσης Θεοχαρόπουλος (ur. 5 listopada 1978 w Werii) – grecki polityk i ekonomista, poseł do Parlamentu Hellenów, w 2019 minister turystyki, przewodniczący Demokratycznej Lewicy (DIMAR).

## Życiorys
Ukończył studia z zakresu nauk rolniczych na Uniwersytecie Arystotelesa w Salonikach. Uzyskał magisterium i doktorat w dziedzinie ekonomiki rolnictwa. Został nauczycielem akademickim, zajmując się zagadnieniami z zakresu polityki rolnej, zrównoważonego rozwoju i agroturystyki. W latach 2012–2013 był sekretarzem w resorcie rozwoju obszarów wiejskich i żywności.
Działacz Demokratycznej Lewicy, w czerwcu 2015 zastąpił Fotisa Kuwelisa na stanowisku przewodniczącego partii; kierował nią do czasu jej rozwiązania w 2022. W wyborach z września tegoż roku uzyskał mandat posła do Parlamentu Hellenów z listy koalicji tworzonej przez PASOK i DIMAR.
W trakcie kadencji jego ugrupowanie zerwało współpracę z socjalistami i zbliżyło się do rządzącej Syrizy. W maju 2019 Tanasis Teocharopulos objął urząd ministra turystyki w rządzie Aleksisa Tsiprasa. Resortem tym kierował do lipca tegoż roku. W tym samym miesiącu kandydował do parlamentu z ramienia Syrizy, nie uzyskując poselskiej reelekcji. Powołany następnie na dyrektora frakcji poselskiej Syrizy.